# رينالدو باوتيستا
رينالدو باوتيستا (19 يونيو 1986 في الفلبين - ) هو ملاكم فلبيني، صنّف ضمن فئة وزن البانتام السوبر ‏ ووزن الريشة ‏ ووزن البانتام ‏.

## إحصائيات
خاض خلال مسيرته 39 نزالا، فاز في 36 ولم يتعادل وخسر في 3. فاز بالضربة القاضية في 25 نزالا.

## روابط خارجية
- رينالدو باوتيستا على موقع بوكس ريك (الإنجليزية) (registration required)